# Kulturhuset, Borås
Kulturhuset i Borås är ett kulturhus beläget vid P.A Halls Terrass i anslutning till Gustav Adolfs kyrka och Bäckängsgymnasiet. I Kulturhuset genomförs olika evenemang, såsom ”Tisdagar på Kulturhuset” och ”Knacka på", utställningar och lunchteater.
Kulturhuset invigdes 1975 och innefattar Borås konstmuseum, Borås stadsteater och stadsbibliotek.

## Historik
Redan i slutet av 1950-talet började man diskutera frågan om ett kulturhus i Borås, men det dröjde till 1970 innan man fattade beslut. Den 10 december 1975 invigdes Kulturhuset, som är uppfört enligt ritningar av dåvarande stadsarkitekten Roland Gandvik och omfattar totalt 16 800 kvadratmeter. I mars 2010 påbörjades en omfattande renovering och ombyggnad (med undantag för konstmuseet som redan tidigare renoverats), varigenom bland annat en helt ny entré tillkom. Stadsbiblioteket återöppnades den 1 september 2011 och stadsteatern höll sin första premiär efter ombyggnaden den 4 november samma år.
Efter att stadsteatern 1975 flyttat till Kulturhuset uppstod en livlig debatt om framtiden för Borås gamla teater, en träbyggnad från 1873 belägen i Stadsparken. Trots omfattande protester lät kommunen riva byggnaden 1983.
I september 2023 stoppade Borås kulturchef Ida Burén delar av den iranska konstnären Sadaf Ahmadis regimkritiska verk ”Concrete” av säkerhetsskäl.  

## Röda rummet
I Kulturhuset fanns mellan 1975 och 2009 Café Röda rummet, ett kafé som sedan invigningen 1975 behållit originalinredningen intakt. Caféet låg ovanför Kulturhusets entré och hade två ingångar, från entrén under dagtid och kvällstid från teaterns foajé. Väggarna var i gult tegel, på golvet låg en heltäckningsmatta med diagonala ränder i orange och rött. Stolar och bord var i orangefärgad formpressad plast. Som nytt fick kaféet designpris för sin vackra inredning.
Café Röda rummet blev känt för sin välbevarade originalinredning från 1970-talet för en bred publik genom Stellan Bengtssons och Göran Willis TV-program K-märkt, vid tidigt 1990-tal. Efter inslag i TV-programmet K-märkt omprövade caféets arrendatorer planerna på renovering. Senare blev det även K-märkt.
Café Röda rummet finns beskrivet med text och bild i böckerna Med K-märkt genom Sverige
och Kondisboken.
Inför ombyggnaden av kulturhuset sades caféets entreprenör upp till den 30 juni 2009 och i det ombyggda kulturhuset är cafélokalerna helt annorlunda utformade.

## Knacka på!
I Kulturhuset ligger verksamheten Knacka på! som tillhör Borås Stadsbibliotek. Knacka på! är en verksamhet för små barn och deras familjer. Småbarnsboken Knacka på! av Anna-Clara Tidholm har legat till grund för utformningen av rummen, där varje rum är utformat efter ett uppslag i boken. 

## Fotogalleri

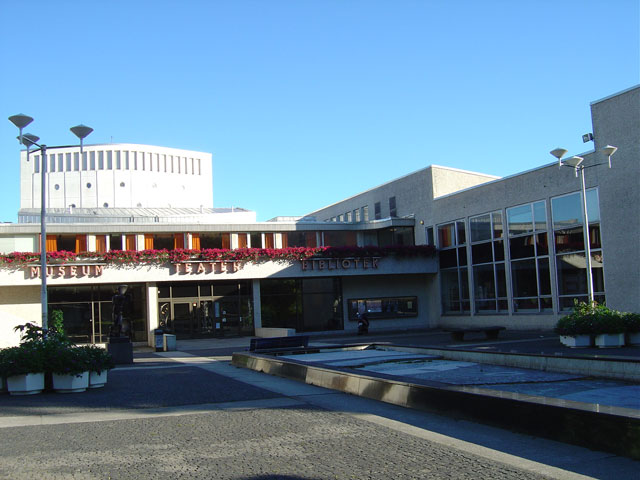
Kulturhuset före ombyggnaden, entré från P A Halls terrass.
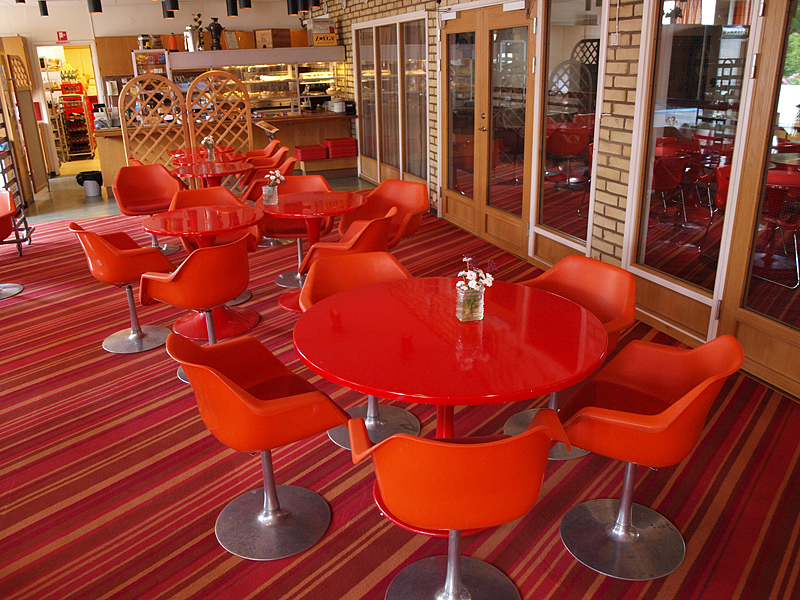
Café Röda rummet.
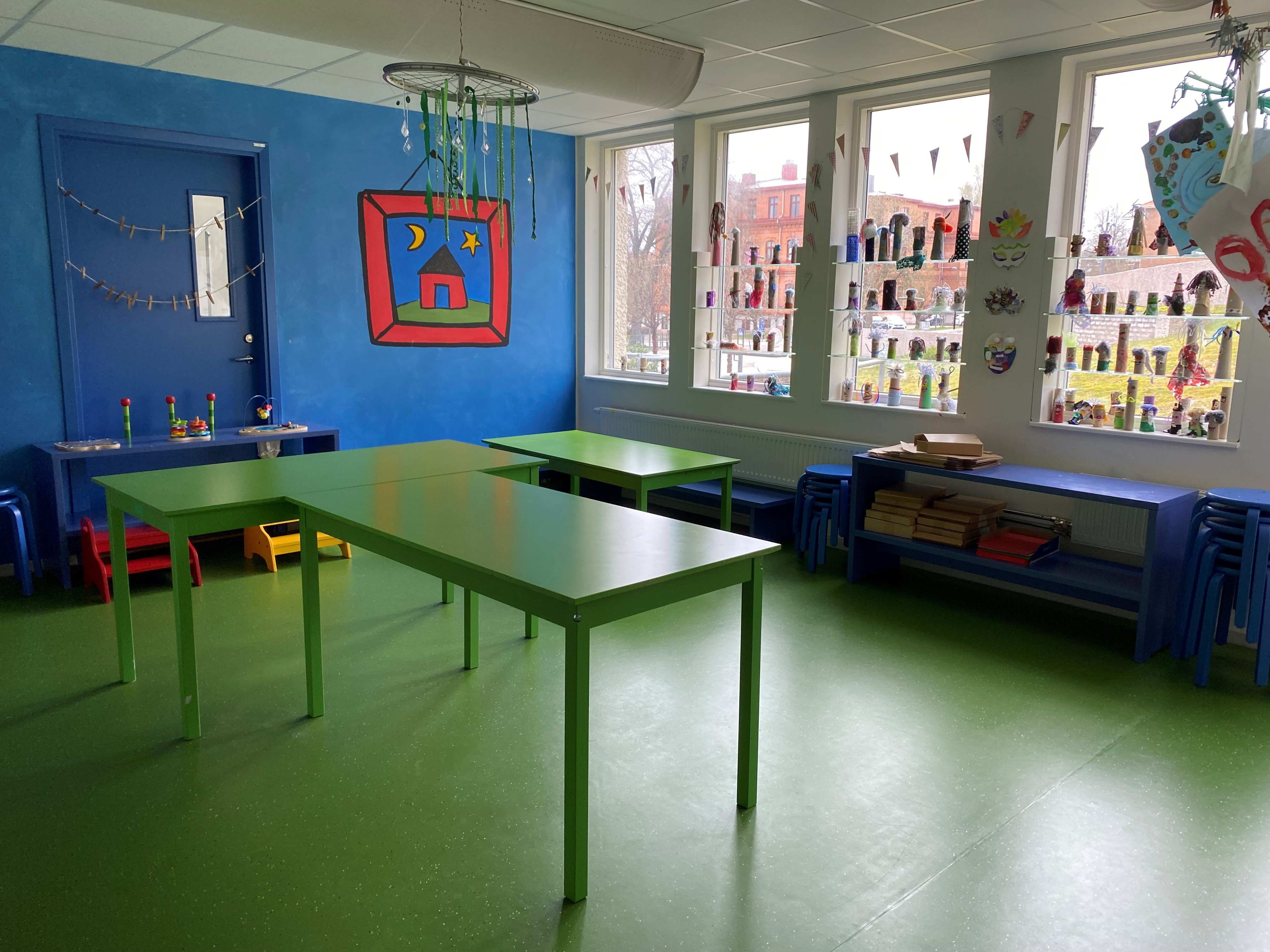
Rum i verksamheten Knacka på!
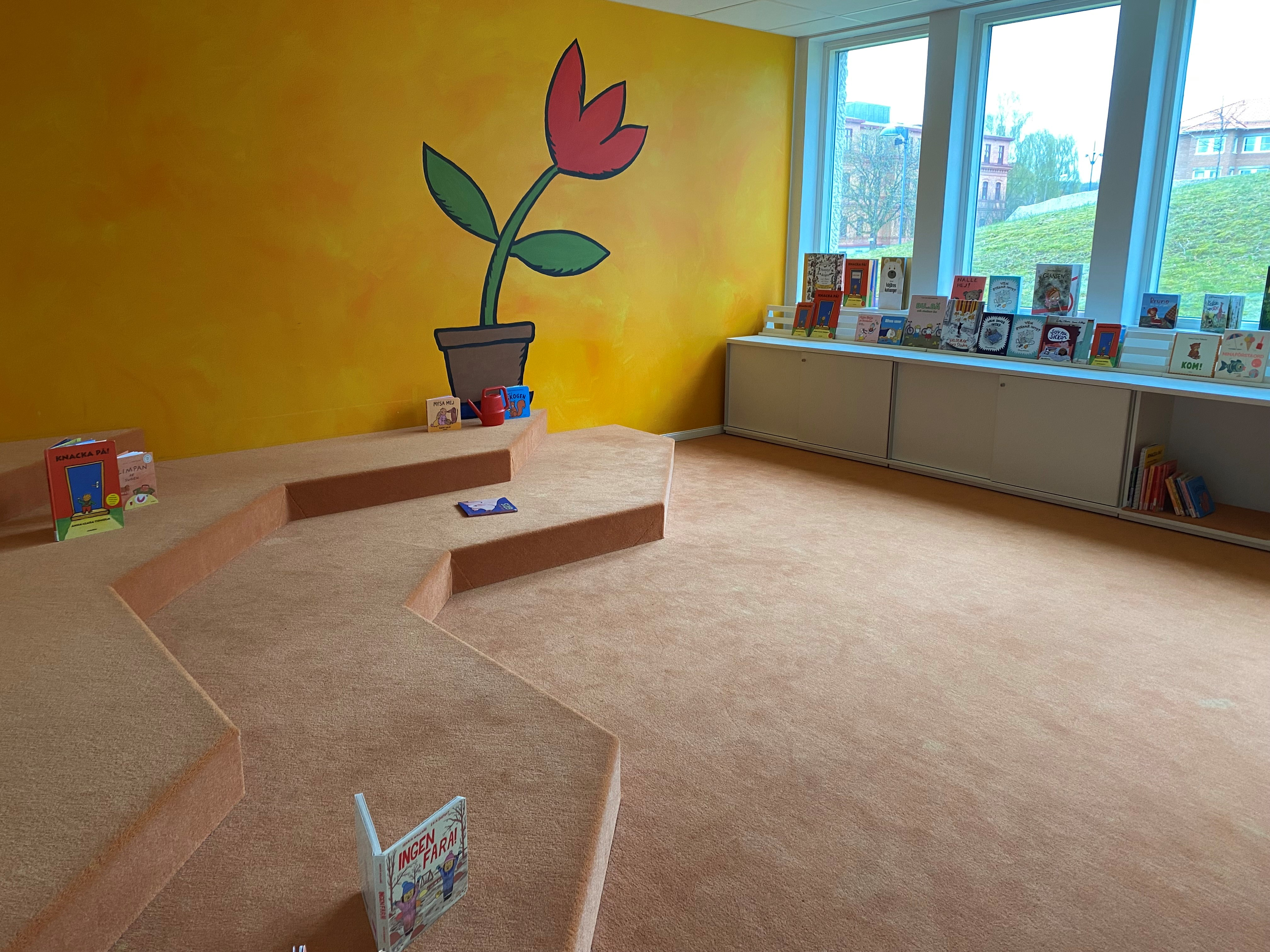
Rum i verksamheten Knacka på!